# Naradeya Purana
O Naradeya Purana é um dos dezoito Puranas e versa principalmente sobre dharma mundano, considerado um complemento ao Padma Purana. Pouco extenso, e uma grande parte dele é considerada uma interpolação muito recente e uma inferência pouco relevante.
A porção mais interessante deste Purana é o Vaixnava Maha-tantra, que explica detalhamente os inúmeros rituais tântricos, bem como o processo tântrico de adoração a Vixnu.